# Savielly Tartakower
Savielly Tartakower (rusky Савелий Григорьевич Тартаковер, vzácně také Xavier Tartakower, *22. února 1887, Rostov na Donu, zemřel 4. února 1956 v Paříži) byl kosmopolitní šachový velmistr a teoretik, žijící především v Polsku a ve Francii, jeden z nejvýznamnějších šachistů první poloviny dvacátého století.
Byl židovského původu, narodil se v Rusku rakouským občanům. Studoval práva v Ženevě a ve Vídni, kde se také seznámil se soudobými významnými šachisty. Po první světové válce, kterou strávil v rakouské armádě, odjel do Francie a přijal polské občanství. Tam se stal profesionálním šachistou, napsal (německy) mnoho prací o šachové teorii (nejvýznamnější je práce Die Hypermoderne Schachpartie – Hypermoderní šachová partie, 1924). Kromě jiného proslavil Sokolského hru a zavedl pro ni ironické označení Orangutan. Proslul také mnoha vtipnými aforismy o šachové hře. Po druhé světové válce (pod falešnou identitou se připojil k armádě generála de Gaulla) přijal francouzské občanství a žil dále ve Francii jako profesionální šachista.

## Slavné aforismy
| „ | Šachová partie má tři části: zahájení, ve kterém se pokoušíte získat výhodu, střední hru, ve které se Vám zdá, že stojíte lépe, a koncovku, ve které poznáte, že vše je nenávratně ztraceno! | “ |

| „ | Vyhrává ten, kdo udělá chybu předposlední. | “ |

| „ | Ještě nikdy jsem neporazil zdravého soupeře. | “ |